# Iijärvi (sjö i Kajanaland)
Iijärvi är en sjö i Finland. Den ligger i kommunerna Ristijärvi och Paldamo i landskapet Kajanaland, i den centrala delen av landet, 500 km norr om huvudstaden Helsingfors. Iijärvi ligger 134,3 meter över havet. Den är 31 meter djup. Arean är 21,97 kvadratkilometer och strandlinjen är 101,9 kilometer lång. Sjön  ingår i Uleälvens huvudavrinningsområde. 